# Rhashan Stone
Rhashan Stone (Elizabeth, 3 novembre 1969) è un attore statunitense naturalizzato britannico, attivo in campo televisivo, teatrale e cinematografico.

## Biografia
Nato negli Stati Uniti, ma cresciuto in Gran Bretagna dall'età di sei anni, Rhashan Stone ha fatto il suo debutto sulle scene nel musical Five Guys Named Moe in scena nel West End nel 1990. Da allora ha recitato altri musical e opere di prosa a Londra, tra cui A Funny Thing Happened on the Way to the Forum al National Theatre nel 1994 e Amleto, Riccardo III ed Enrico VI per la Royal Shakespeare Company negli anni 90 e 2000.

### Vita privata
Dal 2003 è sposato con l'attrice Olivia Williams e la coppia ha avuto due figlie: Esme Ruby Stone e Roxana May Stone. Sua zia è la cantante Madeline Bell.

## Filmografia parziale

### Televisione
- Holby City - serie TV, 1 episodio (2002)
- Metropolitan Police - serie TV, 6 episodi (2003)
- The Crouches - serie TV, 2 episodi (2003)
- Casualty - serie TV, 1 episodio (2007)
- Dollhouse - serie TV, 1 episodio (2010)
- Strike Back - serie TV, 18 episodi (2010-2012)
- Episodes - serie TV, 2 episodi (2011)
- Black Mirror - serie TV, 1 episodio (2011)
- Silk - serie TV, 2 episodi (2012)
- Apple Tree Yard - In un vicolo cieco - serie TV, 2 episodi (2017)
- Finding Alice - serie TV, 6 episodi (2021)
- McDonald & Dodds - serie TV, 1 episodio (2021)
- Tutta la luce che non vediamo (All the Light We Cannot See) - miniserie TV, 4 puntate (2023)

## Doppiatori italiani
- Francesco Prando in Playhouse Presents
- Oreste Baldini in Black Mirror
- Alberto Angrisano in Strike Back
- Massimo De Ambrosis in 101 Dalmatian Street